# Sergio de Castro
Sergio Federico de Castro (Buenos Aires, 15 de setembre de 1922 - París, 31 de desembre de 2012) fou un artista argentí naturalitzat francès. Va destacar principalment en la pintura, música i disseny de vitralls.

## Biografia
Castro va néixer al si d'una família aristocràtica argentina provinent de Galícia i d'Euskadi (la Casa de Castro). El seu pare era diplomàtic, per la qual cosa entre 1923 (amb pocs mesos d'edat) i 1932, Castro va viure a Suïssa amb els seus pares i les seves dues germanes. A aquesta època va conéixer ciutats com Lausana, Ginebra i Torí.
El 1933 va accedir com a alumne d'una escola jesuïta a Montevideo i va estudiar composició musical. Va descobrir la poesia amb l'estudi formal de la llengua espanyola. Va quedar marcat per la poesia de César Vallejo. Anys després, Castro tindria relacions amb escriptors com Octavio Paz, Julio Cortázar, Kostas Papaioannou i Josep Palau i Fabre. També va mantenir una amistat amb altres artistes com Maria Helena Vieira da Silva, Arpad Szenes i Nikos Hadjikyriakos-Ghikas.
Més tard - durant una estada a l'Uruguai-, va conèixer al pintor Joaquín Torres García, amb el qual en 1941 va estudiar pintura i art monumental fins al 1949.
En 1942 es va mudar a l'Argentina (on viuria fins al 1949). En 1945 va aconseguir un treball com a secretari a l'Observatori d'Astronomia de la ciutat de Córdoba (Argentina), on també va començar a treballar com a assistent del músic Manuel de Falla a Alta Gracia.
En 1945 i 1946 va ser becari del govern francès.
Durant l'any 1946 va exposar a Nova York amb el Taller de Torres García. Aquell mateix any va viatjar al nord-oest de l'Argentina i al sud de Perú per tal d'estudiar l'art precolombí, amb Gonzalo Fonseca, Julio Uruguay Alpuy i Jonio Montiel.
En 1949 va ser nomenat professor d'Història de la Música al nou Conservatori de Música de la ciutat de La Plata. Va abandonar aquesta ocupació quan obtingué una beca del govern francés per tal de perfeccionar els seus estudis musicals a París, on es va instal·lar en novembre de 1949.
Des del 1951 es va dedicar exclusivament a la pintura.
El 1955, la seva amiga la traductora Edith Aron li va presentar a l'escriptor Julio Cortázar, qui esdevindria un gran amic seu. Castro va inspirar el personatge del pintor parisenc Étienne de la famosa antinovel·la de Cortázar, Rayuela. En aquesta obra s'esmenta l'estreta relació amb el protagonista, Horacio Oliveira, amb el seu amic al Club de la Serpiente, el qual, a més, el visita de tant en tant al seu taller a París.
El 1960 va obtenier el premi Hallmark a Nova York. El 1979 va ésser naturalitzat francès.
El 1980 va exposar al pavelló de l'Argentina a la 39a Biennal de Venècia. Entre 1981 i 1986 va treballar com a professor associat a la Facultat de Ciències Humanes a la Universitat d'Estrasburg. En 1979 va ésser nomenat Oficial de l'Ordre des arts et des lettres.
En 2006 -aconsellat pel col·leccionista Pierre Darinot- Sergio de Castro va fer una gran donació de 220 obres al Musée des Beaux-Arts de Saint-Lô.
Entre els seus amics hi hagué nombrosos músics com Maurice Ohana, Alberto Ginastera o Michael Gielen.
Va morir el 31 de desembre de 2012 a París, amb 90 anys.
Avui reposa al Cementiri de Montparnasse, a París, a pocs metres d'un altre dels seus grans amics, l'escriptor Samuel Beckett.

## Obres monumentals
- La Creació del Món (1956-1958), de 6 m per 20 m de grandària. Va realitzar aquest treball a l'obrador de J. J. K. Ray (1898-1979), pintor i mestre vidrier a París. Aquesta obra es troba a l'església de l'antic monestir de les benedictines del Sant Sacrament a Couvrechef- La Folie, a la ciutat de Caen.
- La Redempció (1968-1969), de 4.5 m per 17 m, per al temple luterà Dietrich-Bonhoeffer-Kirche, a Hamburg-Dulsberg (Alemanya).
- Els Profetes (1978-1981), cinc vitralls per a finestres ja existents de la Col·legiata de Notre Dame de l'Assomption a Romont, Friburg (Suïssa).
- Dues pintures murals per al pavelló Martirené de l'hospital de Saint-Bois, a Montevideo (Uruguai), projecte realitzat per Torres García i els seus alumnes.
- Mural per a la biblioteca del Yonne, a Saint-Georges-sur-Baulche, a Auxerre (França).
- Decoració del vestíbul de l'empresa Atochem a La Défense (París), amb un conjunt de cinc murals i una escultura mòbil.

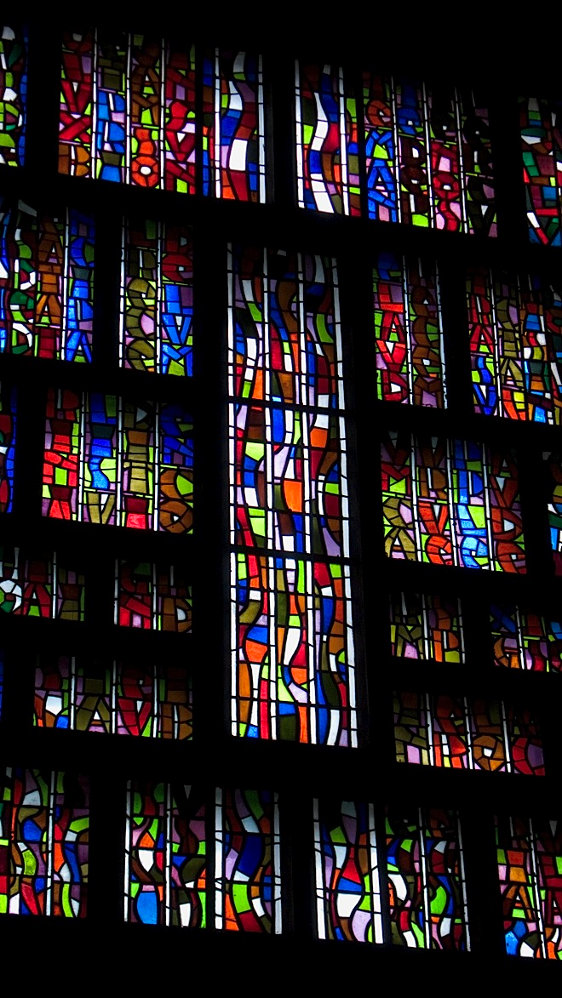
Seté dia de la Creació, Couvrechef - La Folie. Foto: Dominique Souse.
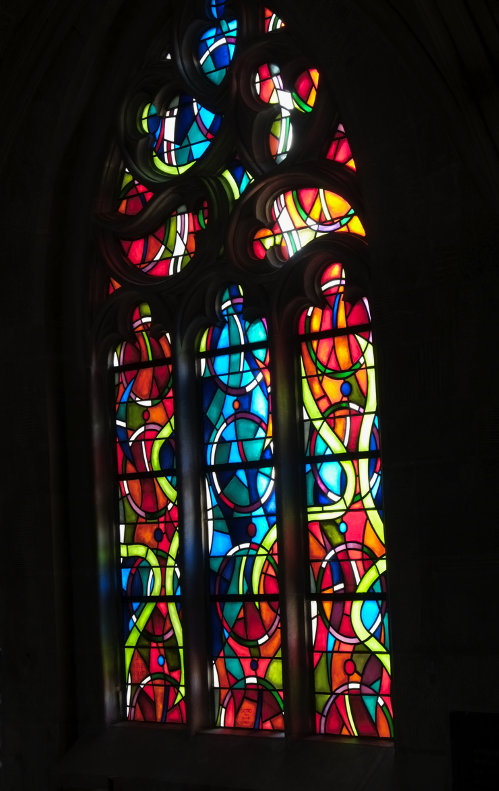
La Bardissa Ardent, Collégiale de Romont (Suïssa), 1980. Foto: Dominique Souse.
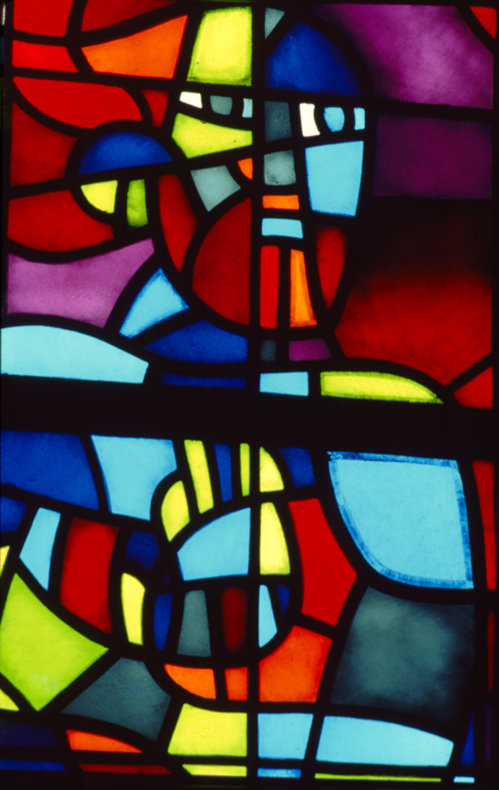
Vidriera de Jonàs, Collégiale de Romont. Foto: Dominique Souse.
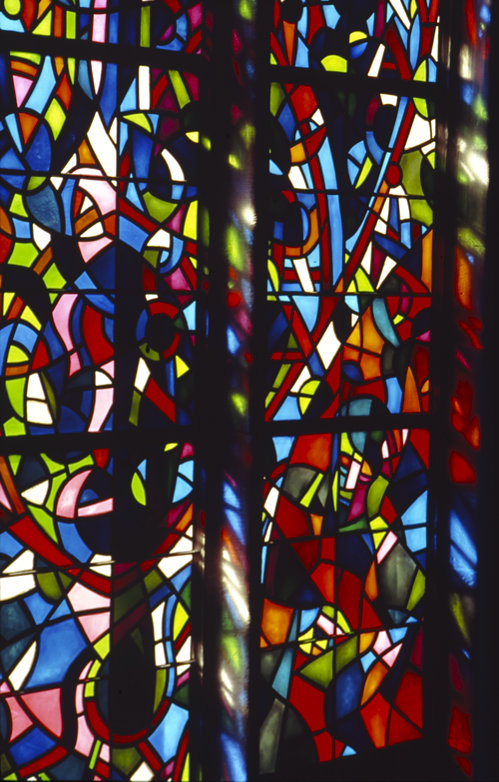
Vidriera de l'arbre de Jessé, Collégiale de Romont. Foto: Dominique Souse.
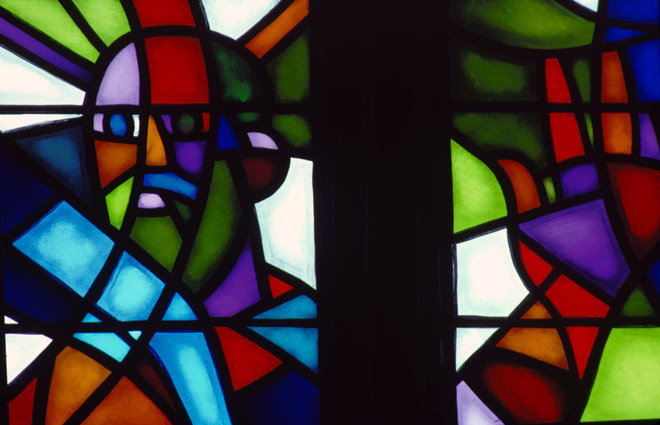
Vidriera del carro d'Elies, Collégiale de Romont (Suïssa), 1980. Foto: Dominique Souse.